# 臺南文化
臺南市素有文化古都之稱，擁有多項地方特有的民俗傳統技藝及文化活動，由於社會的轉型，生活型態等諸多因素的變遷，使府城的民俗文化有日漸沒落及消失的趨勢。具地方特性的民俗文化本身即反映著一個地域的歷史淵源與時代精神，居民久遠生活特質的演變以及人類進化的歷程。另外臺南市亦有眾神之都之稱，廟宇數量居全台之冠，慶典活動舉辦的季節多集中於春、秋兩季。

## 象徵

### 市徽
升格直轄市的臺南市市徽未定。但省轄市時代由市民蘇仲民於1969年設計，以市花為主體設計。意義如下：
背景紅花為鳳凰花（市花）。白字上半部為「市」字，中間部為「南」字，下半部圓狀者為「台」字。在日治時期則有市章，作用類似今日之市徽：其設計以「台」字為輪廓，中央的部份象徽「南」字之片假名，戰後即棄而不用。詳見臺南市 (省轄市)。

### 市花、市樹與市鳥
臺南城的地形環境在清朝時被堪輿師認為是片展翅鳳凰的風水良地，有「鳳凰城」之美名。日治時期再引進鳳凰木大量栽植，成了市區常見的路樹，戰後也順理成章成為省轄時期臺南市的市花與市樹。而臺南縣縣花為桂花、縣樹為樟樹。
省轄時期，臺南市政府於2005年發起市鳥選拔，最後依票數定為喜鵲。喜鵲相傳為清朝時由臺灣知府蔣元樞首先引進臺南，而後擴散到臺灣西部沿海各地，今已十分常見。臺南縣鳥則為水雉。
縣市合併後，台南市政府於2011年舉辦市花、市樹及市鳥選拔，最後公布市花為蝴蝶蘭，市樹為鳳凰木，市鳥為水雉 。
另外清領時期時，臺南城代表的植物為刺桐，故臺南往昔亦有「刺桐城」之別稱。如清康熙年間，臺灣府海防同知孫元衡所作的詩：「刺桐城裏煙花靜，叢竹牆邊鳥雀空。味備五音懽百物，蓼根獨有避甘蟲。」即為描述臺南城（刺桐城）內的景色。

## 建築

### 廟宇

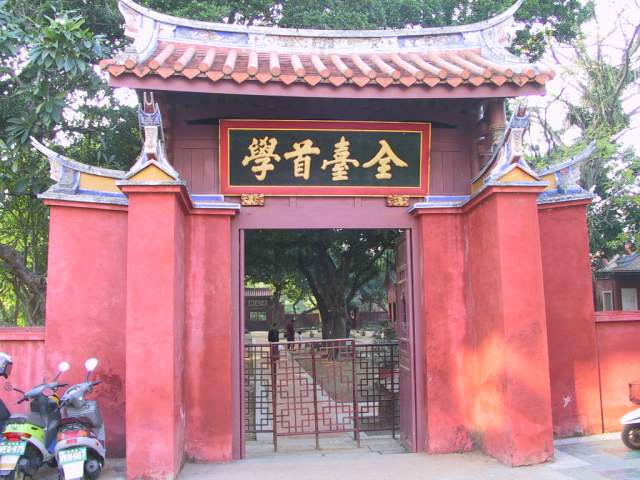
臺南孔廟大門

臺南為歐亞大陸最早移民來臺定居的地區，昔日多由中國福建、廣東隨帶香火前來供奉。最初是在家中奉祀，嗣俟人口逐漸增加，即搭建簡單茅屋共同供奉，由茅屋而建成小廟，再由小廟而擴建為大廟。所以臺南廟宇均具區域性，即某廟係屬某幾條街或某境信徒所共同奉祀。寺廟不僅是大部分市民信仰中心，也是民眾日常聚會的場所，古老的寺廟尚具有歷史意義，舉凡民間藝術之菁華，諸如建築、雕刻、陶瓷、書畫等，盡薈萃於斯，可以說是宗教、歷史及藝術的寶庫。
臺南市的祠廟包括了早期由朝廷出資興建的官廟，文人雅士多喜流連的寺庵及民眾建立的境廟。官廟中保存原狀最好者為孔子廟，其歷代修建碑記為全省之最，現經政府修繕完整。而寺庵中，最具代表性者有開元寺和法華寺，其佔地廣闊且庭園佈置雅緻，其中尤以法華寺最為出色。境廟因有群眾基礎，一般經濟狀況良好，然其一有損毀民眾即捐款翻修，以致愈修愈華麗，而漸失原有古樸風味，境廟中保持最好者為大天后宮，祀典武廟及妙壽宮，其中大天后宮與祀典武廟，規模廣大，空間型態甚佳。
廟宇早期也為排難解紛之處所，遇境內居民有糾紛時，請求簽首及老大調解，這種調解的集會名為「落宮」，是一種社會制裁。早年臺南市上帝廳境內尚有若干小廟境，遇調解案當事人涉及兩廟境或事情重大者，尚須請上帝廟十八境總簽首蒞臨調解。目前鄉村居民發生糾紛，仍有請廟中老大代為排解者，但已沒有昔年「落宮」的權威。

### 三大匾

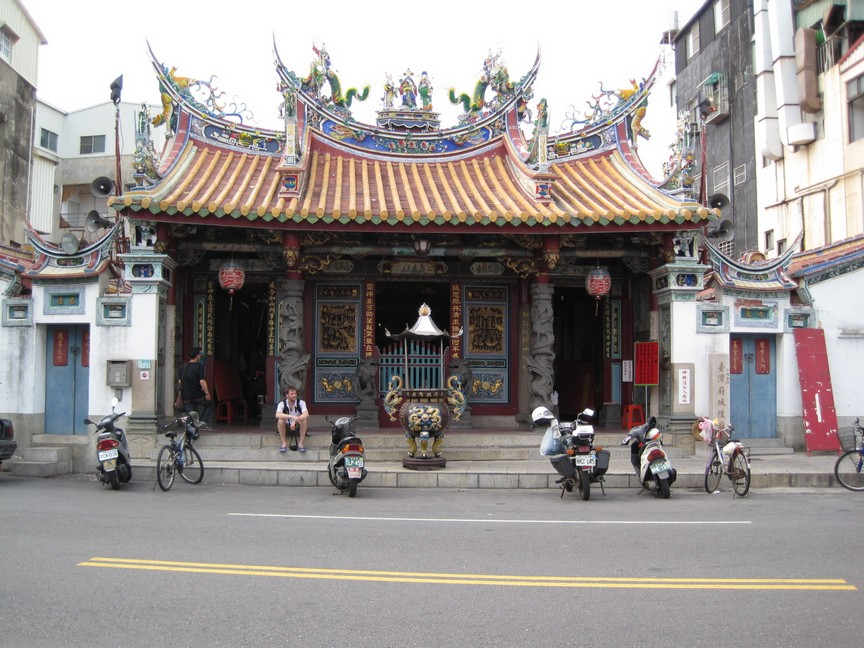
臺灣府城隍廟

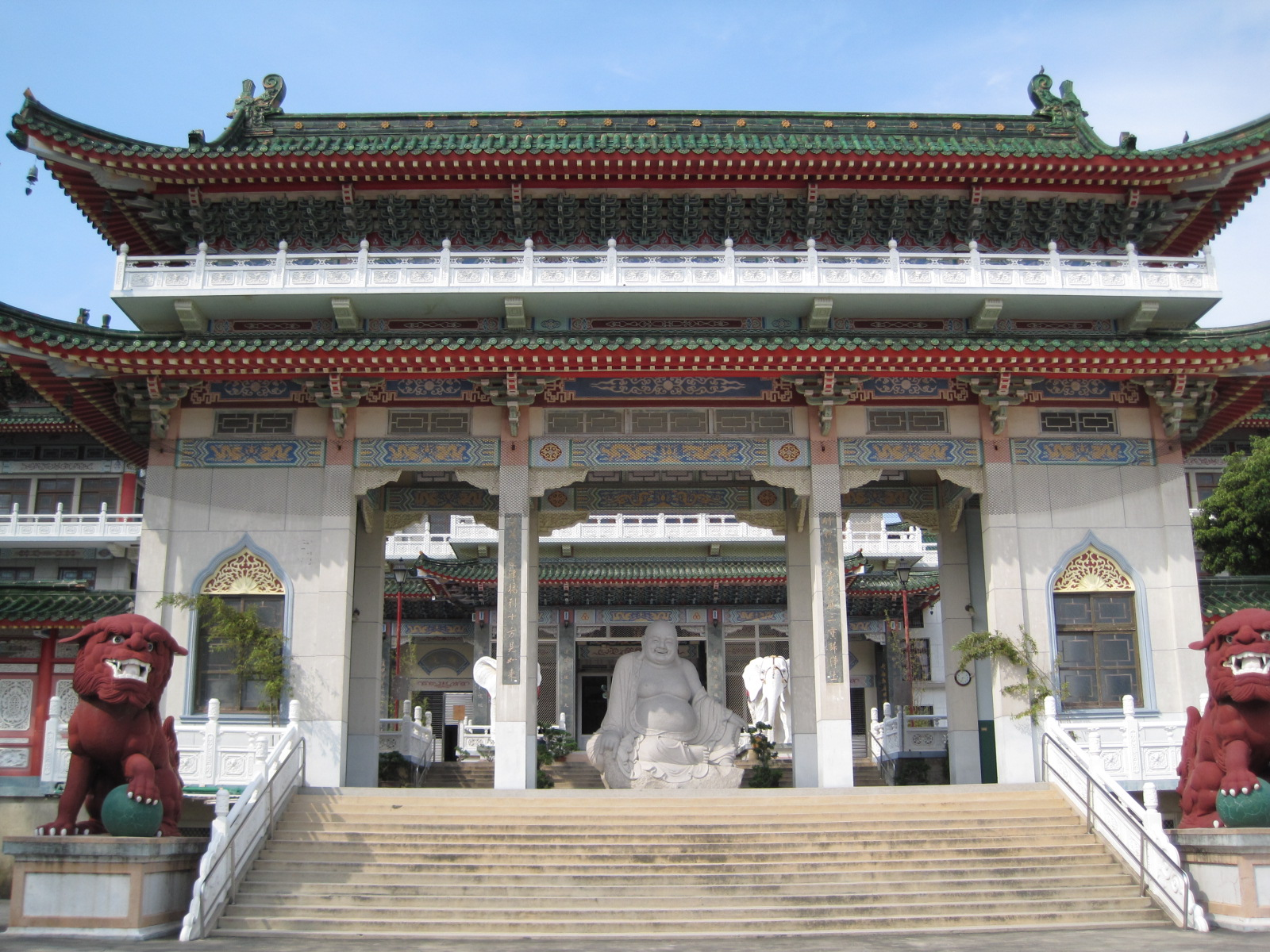
竹溪寺山門

臺南府城有三大名匾，分別為：台南天壇的「一」、臺灣府城隍廟的「爾來了」、竹溪寺的「了然世界」。同具有宗教教化深意，言簡意賅的特色，且書法造詣皆有可觀之處，多為醒目警世之意，號稱臺南府城三大名匾。如「一」寓有人千算不如天一算之意；「爾來了」令人明白，城隍爺主司人間善惡賞罰；「了然世界」指洞悉萬物、大徹大悟的佛學喻意。另說祀典武廟的「大丈夫」匾，是第四名匾。

## 民俗

### 生命禮俗
做十六歲為臺南市特有成年禮的民間風俗。做十六歲的起源有多種說法，比較普遍的說法係認為因五條港 (臺南)苦力而發展出來，起源清領時期於河港工作的苦力，在成年前僅能領半薪，故在16歲成年的七夕時分，向兒童守護神七星娘娘敬謝而衍生的民間傳統文化。做十六活動以開隆宮最為鼎盛，父母手持七娘媽亭立於神案前，由將滿16歲的未成年子女匍匐穿過供桌及七娘媽亭，男孩起身後須往左繞三次，女孩則往右繞三次，稱為出鳥母宮。但亦有部分廟宇，並與七夕習俗結合。無論如何，由於做十六歲習俗在臺南經過長期演變，已與其他地區16歲成年禮有顯著不同，成為特色文化。市政府近年結合其他七夕、跨國交流，推動成為重要觀光節慶之一。

### 祭祀節慶

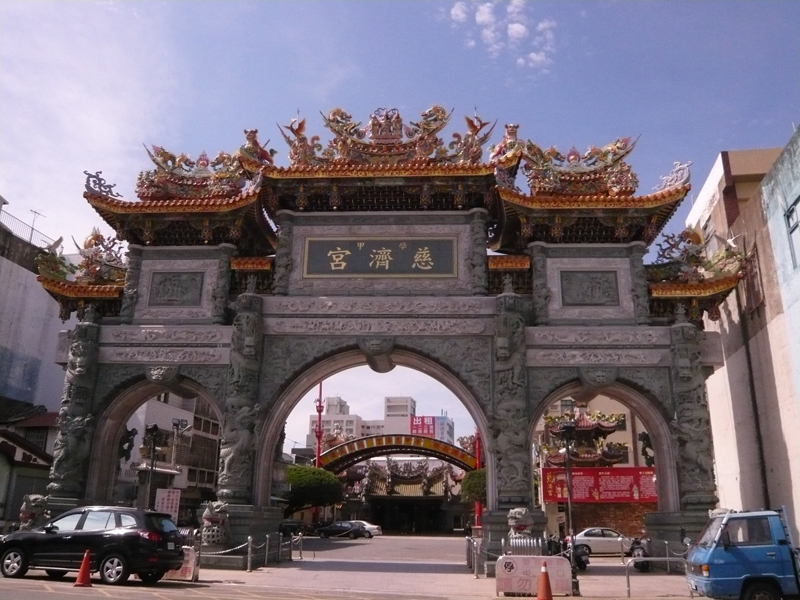
學甲慈濟宮牌樓

- 南瀛五大香：是指台南沿海地區五個重要的廟宇遶境祭典，舉辦時間三至四年一次不等。分別為：學甲慈濟宮學甲香、佳里金唐殿蕭壠香、西港慶安宮西港香、麻豆代天府麻豆香、土城聖母廟土城香。
- 釋奠祭孔（盛大傳統祭孔儀式）

## 藝文活動
- 臺灣燈會（2005年、2006年、2024年舉辦地)
- 正統鹿耳門聖母廟迓春牛[4]
- 端午節國際龍舟錦標賽（全臺唯一夜間舉行夜間龍舟賽）

## 文學

### 詩社
在臺南所創詩社，不僅限於臺南市人，即外省人所創兩社，即明代之「海外幾社」明永曆十五年，設於東都（即今臺南），因隨鄭成功入臺之江蘇徐孚遠中丞等六人，創設海外幾社，稱海外幾社六子。又光緒十五年廣西灌陽翰林唐景崧為臺澎道，與其他顯宦名人數十名設亭吟會於臺南道署。詩社中有稱為詩會、鐘樓、鐘亭、詩學研究會，結居皆屬詩社。其中桐成吟社，其設立時，正值中日戰爭，時局靡寧，舉凡南市所南社、桐侶、西山、春鶯諸社，處於支離滅裂當中，各社治為一爐，稱為桐城吟會。

### 鹽分地帶文學
「鹽分地帶」已成為臺灣文學史上一個重要的名詞。最早出現於民國21年（1932），由吳新榮、郭水潭所組成的「佳里青風會」，逐漸凝聚起藝文風氣。從「鹽分地帶」創作的文章無意間流露出一份鹹、澀、苦等滋味，帶著濃烈的鹽分情調，充分反映出本土濃厚的鹽鄉風情。由於有別於一般坊間的文藝愛情、科幻小說，而被稱為「鹽分地帶文學」，在臺灣文學界則稱為「鹽分地帶派」；鹽分地帶文學發展在台灣現代文學的里程上也佔有不可忽視的文學地位。

### 以臺南為背景之作品
- 《赤崁記》，（西川滿）
- 《第一次的親密接觸》，（蔡智恆）
- 《將台南種佇詩裡》，（方耀乾）
- 《紅鞋子》，（葉石濤）
- 《安平之春》，（林韋助）
- 《A贏的地味》，（顏艾琳）

## 音樂

### 傳統音樂
臺南市為歷史文化名城，保存不同文化脈絡下的各群體間的傳統音樂，不乏歷史悠久的自發性組織的館閣軒社。其中南管、太平歌、十三音皆為已公告為本市的傳統表演藝術。
- 南管：臺南振聲社（1793年成立，臺南歷史最悠久館閣）、海寮普陀寺清和社（1856年成立，保存團體）、臺南南聲社（1915年成立，保存團體）、灣裡和聲社等......。
- 太平歌：公親寮清水寺天子門生（保存團體）、永吉吉安宮天子門生（保存團體）、港墘仔港港興宮天子門生（保存團體）、麻豆巷口集英社太平清歌（保存團體）等......。
- 北管：灣裡彩雲軒、學甲慈濟宮漢聲軒、正和軒民俗古樂團。
- 十三音：臺南孔廟以成書院雅樂十三音（保存團體）。
- 歌仔：古意唸歌團、台灣說唱藝術工作室。
- 客家八音：府城真樂軒客家八音樂團。
- 樂器製作：福鳴齋工藝社。

### 音樂
- 現代國樂：台南市立民族管絃樂團（公營民族音樂團體，直屬本市文化局）、谷方當代箏界、台南樂集、鄉韻民族樂團。
- 管弦樂團：臺南市交響樂團、台南市青少年暨市民管弦樂團、臺灣玉山交響樂團、台南愛樂管絃樂團、涴莎室內樂團。
- 管樂團：臺南市管樂團、台江管樂團、新化TAVOCAN管樂團、臺南一中校友管樂團。
- 合唱團：麻豆愛樂合唱團、大地合唱團、成大校友合唱團、台南市幼獅合唱團。
- 打擊樂：十鼓擊樂團。

## 戲曲與戲劇

### 戲曲
- 歌仔戲：秀琴歌劇團、鶯藝歌劇團、新南興歌劇團、鄉城歌仔戲劇團。
- 布袋戲：長興閣掌中劇團、古都掌中劇團。
- 京劇：六和平劇研究社（祀典武廟內）、凱聲國劇社（國立臺南生活美學館內）。
- 崑曲：東寧雅集。

### 戲劇
- 劇場藝術：臺南人劇團、雞屎藤舞蹈劇場、那個劇團。

## 舞蹈
- 現代舞蹈：稻草人現代舞蹈團、廖末喜舞蹈劇場、磐果舞蹈劇場、W.I.D.藝術舞團。
- 民族舞蹈：大唐民族舞團、赤山表演藝術坊、東方藝術團。
- 芭蕾舞：蘭陵芭蕾舞團。

## 電影
- 南方影展（主要以高雄及臺南為主）

## 飲食

### 小吃

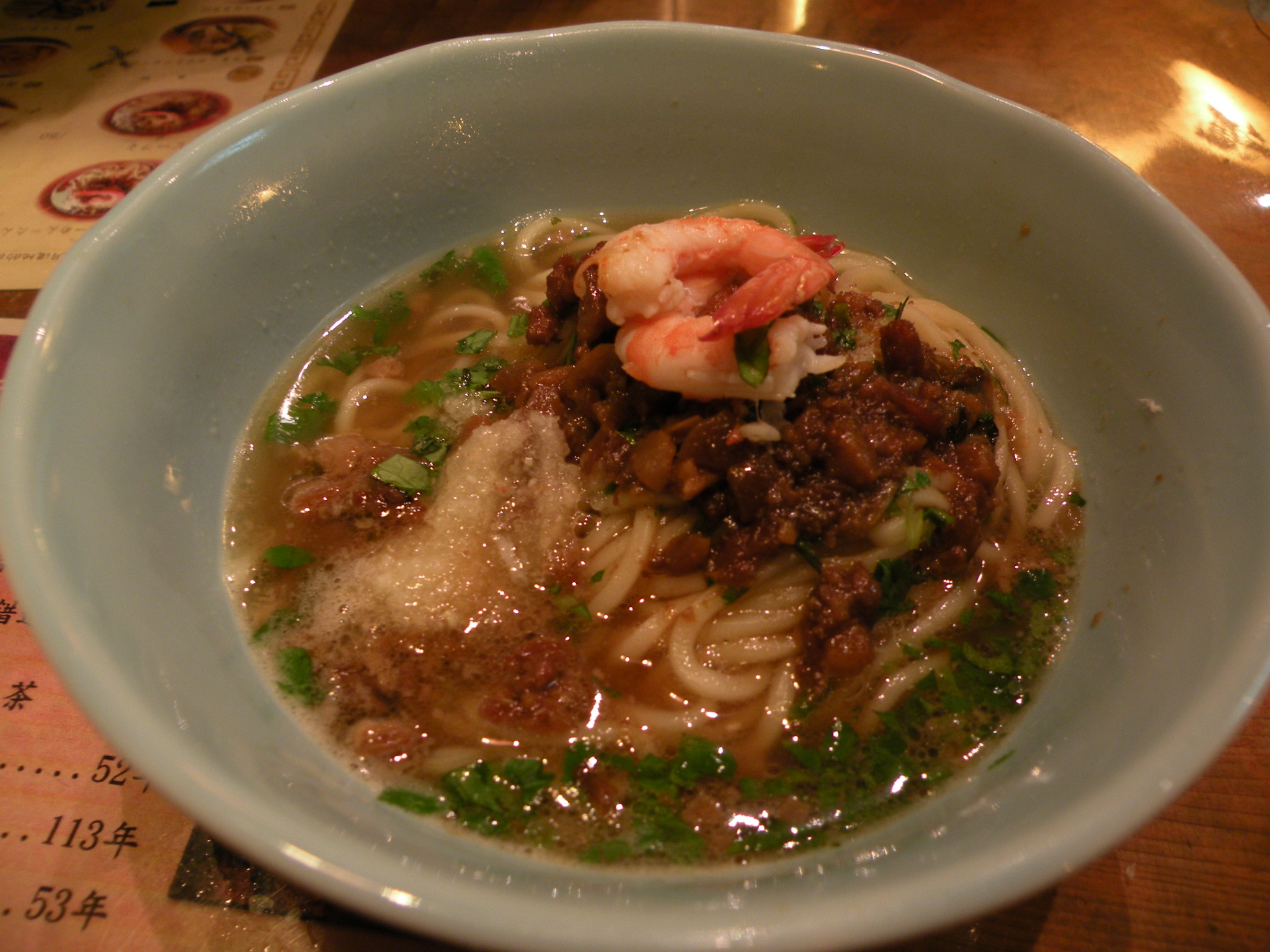
臺南擔仔麵

小吃是臺南市一大特色，亦是重要觀光資源。臺南市是漢人最早在臺灣拓殖的城市，長期以來作為臺灣第一大城，是對中國唯一的通商口岸，來自原鄉的漢人移民帶著不同種類的小吃食品傳入台灣，讓臺南城至今仍就具有臺灣最多樣化的小吃食品。其特色在於大量使用當地素材，例如海鮮、牛肉等，或是因緣際會下發明的特殊飲食。小吃集中地為安平古堡、赤崁樓、永樂市場、國華街與友愛街一帶，其他小吃則散佈於舊城區各地。著名的小吃有擔仔麵、蝦捲、蚵捲、紅燒魠魚羹、鱔魚意麵、棺材板等。台南的各夜市也是有許多的小吃攤販，著名的夜市有：花園夜市、大東夜市、武聖夜市、小北成功夜市、小北觀光夜市等。